# 大崎なる美
大崎 なる美（おおさき なるみ、1980年2月29日 - ）は、日本のAV女優。

## 略歴
宮城県出身。1999年、『BIRA BIRA』でAVデビュー。

## 出演作品
- BIRA BIRA（1999年11月26日、マックスエー / サマンサ）
- エログロ（1999年12月21日、マックスエー / サマンサ）
- 限界猥褻（2000年1月27日、ビッグモーカル）
- 裏・不法侵乳（2000年2月18日、マックスエー / サマンサ）
- 幻惑（2000年3月29日、ビッグモーカル）
- インモラルファミリー　おしおき堕天使（2000年5月19日、シネマジック）
- Angel（2000年5月23日、アイデアポケット）
- 麗奴・女教師 なる美（2000年5月31日、サンセットカラー）
- 恥まみれ（2000年9月1日、ワンズファクトリー）
- 蛇縛のチャイナ症候群（2001年8月1日、アタッカーズ）
- 奴隷にしてください…（2001年11月1日、イエローボックス）
- The Best of Angel Girl（2002年7月8日、アイデアポケット）他出演:白川なる美